# Anastasia Dimitrova
Pour les articles homonymes, voir Dimitrov.
Anastasia Dimitrova (en bulgare : Анастасия Димитрова ; 12 mai 1815 - 1894) est la première professeure bulgare de la période connue comme la Renaissance nationale. En 1840, elle fonde, dans sa ville natale, Pleven, la première école de filles en Bulgarie.

## Biographie et formation
Dimitrova est née à Pleven, le 12 mai 1815, dans une famille pauvre: sa mère est une servante dans une maison d'évêques. Elle commence sa formation scolaire avec un évêque dont sa mère est servante. En 1836-1839, elle continue ses études, maintenant au couvent Kalofer, ayant contact avec des professeurs célèbres de l'époque, comme Rayno Popovich et Botyo Petkov. Elle étudie l'histoire, la géographie, l'arithmétique et la grammaire.

## Carrière
En octobre 1840, elle fonde une école laïque pour des filles dans sa ville natale. L'école est parrainée par l'évêque local et utilise des livres d'occasion en slavon d'église; en plus du bulgare, les étudiantes étudient aussi le grec. En dépit d'une courte interruption dans ces activités scolaires, elle reprend son travail en 1842. En 1845, l'école de Pleven reçoit 90 jeunes femmes, de Pleven, Lovech, Troyan, Tarnovo, Vratsa et d'autres villes. Des anciennes élèves créent leurs propres écoles dans leurs villes d'origine. 
Lorsqu'elle se marie, en 1852, Dimitrova abandonne l'école, mais continue à travailler en tant que professeure particulière pour environ 10 filles. 

## Décès
Chrétienne fervente, Dimitrova visite Jérusalem en 1894. Elle meurt peu de temps après, vivant toujours à la Terre sainte.